# ミニステリア
ミニステリア属 (Ministeria）は、フィラステレアに属する属の1つである。この属に含まれる種は北大西洋とイギリス海域から発見されている。
ミニステリア・ヴィブランスとミニステリア・マリソラの二つの種が発見されている。